# Eupithecia terrestrata
Eupithecia terrestrata är en fjärilsart som beskrevs av Mcdunnough 1944. Eupithecia terrestrata ingår i släktet Eupithecia och familjen mätare. Inga underarter finns listade i Catalogue of Life.